# 水蘊草
水蘊草（Egeria densa）別名蜈蚣草，是水蘊草屬的植物，原產地是在南美洲氣溫較高的區域，包括巴西的東南部、阿根廷、烏拉圭等地。
水蘊草是一種水生植物，主要分布在湖邊，其根部會緊緊插在泥土裡，其莖並不會露出水面，因此屬於沉水性水生植物。水蘊草可生長在水深4公尺以內的水域，其莖幹有分節，總長可以長達2公尺。水蘊草的葉子為4至8片輪生，長約1至4公分，寬2至5公厘。水蘊草為雌雄异株的植物，其雌花和雄花不會出現在同一植株中。水蘊草的花直徑約1至2公分，有三片大片白色的花瓣，雄花的花瓣長度約為8至10公厘，雌花的花瓣長度則為6至7公厘。

## 培養及使用
水蘊草是常見的水生植物，但由於其為入侵物种，有些地方已無法購買到水蘊草。現今水蘊草已可供人養殖，栽培方式多半是利用的無性生殖。水蘊草適合生長在營養及光線充足的環境中
，在較冷的水族箱中生長良好，也很容易利用扦插方式來繁殖。
根據報導（參照Tropica的外部連結），水蘊草所分泌的抗生素可以抑制藍綠藻的生長。

## 入侵物种
水蘊草在許多溫帶及亞熱帶的區域已經驯化，且成為歐洲、南非、亞洲、澳洲、紐西蘭及北美等地的入侵物种。在美國其分佈範圍從紐約到佛羅里達，往西可以到加州及俄勒冈州。水蘊草是在1960年代引進到加州的沙加缅度河三角洲中，後來蔓延區域到達三角洲的12%，面積約二千四百公頃。水蘊草也造成其他洲的問題，甚至在加拿大都可以找到水蘊草。其主要影響都是在淺的水域，水蘊草茂密的繁殖不但阻礙船隻的通行、堵塞進水口和溝渠，也排擠原生植物，同時阻礙溯河產卵魚類的遷徙。

## 扩展阅读
- 維基物種上的相關：水蕴草

## 外部連結
- 數位典藏 聯合目錄:Egeria densa Planch. 水蘊草
- Tropica
- Species Profile- Brazilian Waterweed (Egeria densa) （页面存档备份，存于）, National Invasive Species Information Center, United States National Agricultural Library. Lists general information and resources for Brazilian Waterweed.